# Gunda Niemann-Stirnemann
Gunda Niemann-Stirnemann (* 7. September 1966 in Sondershausen, geb. Kleemann) ist eine ehemalige deutsche Eisschnellläuferin, die in den 1990er Jahren die international erfolgreichste Athletin ihrer Sportart war. Zwischen 1991 und 2001 gewann sie 19 Weltmeistertitel und drei olympische Goldmedaillen. Seit September 2020 ist sie Co-Bundestrainerin der Deutschen Eisschnelllauf-Gemeinschaft.
Die in der DDR aufgewachsene Thüringerin feierte ihre ersten Erfolge in der Leichtathletik und wechselte 1983 zum Eisschnelllaufen. Im Winter 1987/88 debütierte sie im Weltcup und stieß schnell in die Weltspitze vor: 1988 nahm sie erstmals an Olympischen Spielen teil, 1989 errang sie als Mehrkampfeuropameisterin ihren ersten internationalen Titel. In der Folge gewann sie auf den längeren Distanzen über 1500, 3000 und 5000 Meter einen Großteil der Rennen, an denen sie teilnahm. Dieser Stärke, die sie mehr als ein Jahrzehnt beibehielt, verdankte sie 98 erste Plätze im Weltcup, 16 Goldmedaillen bei den jährlich ausgetragenen Welt- und Europameisterschaften im Mehrkampf sowie drei Olympiasiege. Ab Mitte der 1990er Jahre stand Niemann-Stirnemann in teaminterner Konkurrenz zu Claudia Pechstein, von der sie bei den Olympischen Winterspielen 1994 und 1998 jeweils über 5000 Meter geschlagen wurde. Nach einer zweijährigen Babypause konnte sie bei ihrer Rückkehr in das internationale Wettkampfgeschehen 2003 nicht an ihre vorherigen Siegesserien anknüpfen und beendete ihre Karriere im Herbst 2005 wegen anhaltender Rückenbeschwerden. Sie übernahm in der Folge Aufgaben als Trainerin vor allem im deutschen Nachwuchsbereich.
Niemann-Stirnemann, deren Erfolge in erster Linie ihrer Willensstärke und ihrer Trainingsdisziplin zugeschrieben wurden, erfuhr in Deutschland wie auch international große Anerkennung. Von 1995 bis 1997 erhielt sie als erste Frau dreimal in Folge die als Eis-Oscar bezeichnete Oscar Mathisen Memorial Trophy. Für die 2001 als Gunda-Niemann-Stirnemann-Halle eröffnete Eisschnelllaufbahn des Eissportzentrums Erfurt war sie Namensgeberin. 2019 wurde sie als erste Eisschnellläuferin in die Hall of Fame des deutschen Sports aufgenommen.

## Sportlicher Werdegang

### Anfänge in der Leichtathletik, Wechsel zum Eisschnelllauf und Olympiadebüt (bis 1988)

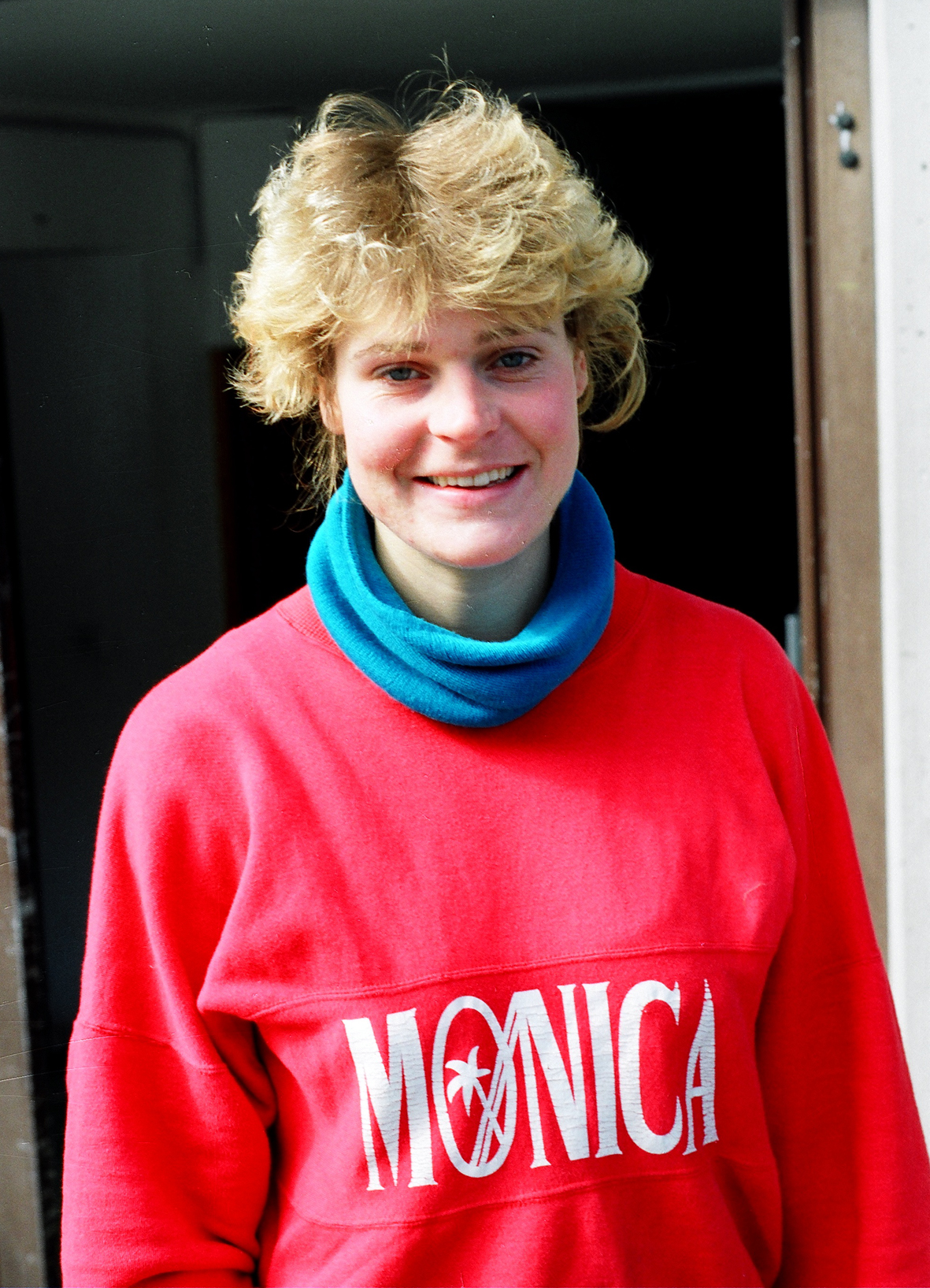
Porträtfoto (undatiert)

In ihrer Kindheit und frühen Jugend in Sondershausen übte Gunda Kleemann verschiedene Sportarten parallel aus, darunter Radfahren, Schwimmen und Tischtennis. 1981 wechselte sie als Leichtathletin auf die Kinder- und Jugendsportschule (KJS) in Erfurt – ihre ursprüngliche Bewerbung als Volleyballspielerin war mit Verweis auf ihre geringe Körpergröße abgelehnt worden. Sie gewann in ihrer jeweiligen Altersklasse bei nationalen Wettkämpfen mehrere Medaillen in Laufdisziplinen, darunter 1982 den Titel der DDR-Meisterin über 300 Meter Hürden. Im Sommer 1983 bescheinigte ihr der Leiter ihrer Trainingsgruppe, sie habe ihre körperlichen Leistungsgrenzen erreicht und könne als Leichtathletin nicht weiter gefördert werden. Um auf der Sportschule bleiben zu können, wechselte Kleemann zum Eisschnelllauf, wobei ihr diese Sportart unvertraut war und sie zunächst das Laufen auf Schlittschuhen lernen musste. Anfangs startete sie für den SC Turbine Erfurt, ab 1989 für den aus dessen Eislaufsparten hervorgegangenen ESC Erfurt. Nachdem sie 1985 bei der Kinder- und Jugendspartakiade sowohl über 1000 Meter als auch über 3000 Meter den ersten Platz belegt hatte, kam sie in die von Gabriele Fuß betreute Gruppe, der mit Heike Schalling und Constanze Scandolo zwei Sportlerinnen der DDR-Nationalmannschaft angehörten. In ihrer Biographie äußerte Kleemann später Bewunderung für die „beeindruckende Technik“ von Schalling und Scandolo. Sie habe zu ihren Mitläuferinnen aufgeblickt, während sie ihre eigenen technischen Mängel im Gleiten mit „Kampfgeist“ ausgeglichen habe.
Am 22. November 1987 debütierte die 21-jährige Kleemann im Eisschnelllauf-Weltcup. Die ostdeutschen Athletinnen um die dreifache Olympiasiegerin Karin Kania prägten die Rennen mit Dreifachsiegen. Kleemann lief über 3000 Meter auf den zweiten Platz: Im direkten Duell mit Kania hatte sie eine knappe Sekunde Rückstand auf die Siegerin. Rückblickend bezeichnete sie diesen Wettkampf als ihren Durchbruch. Einen Monat später wurde Kleemann auf der gleichen Distanz erstmals DDR-Meisterin vor der 3000-Meter-Olympiasiegerin Andrea Ehrig. Bei der darauffolgenden Mehrkampfeuropameisterschaft, ihrer ersten Teilnahme an einem internationalen Großereignis, gewann sie hinter Ehrig die Silbermedaille. Sie lief dabei auf allen zum Vierkampf der Frauen gehörenden Strecken von der 500-Meter- bis zur 5000-Meter-Distanz die zweitschnellste Zeit und qualifizierte sich für die Berufung in das DDR-Olympiaaufgebot für die Winterspiele 1988 in Calgary. Dort ging sie in zwei Rennen an den Start und platzierte sich sowohl über 1500 Meter als auch über 5000 Meter auf Rang sieben. Auf der längeren, von ihr präferierten Strecke stürzte sie wegen eines lauftechnischen Fehlers in der vierten Runde und beendete den Wettkampf mit knapp 13 Sekunden Rückstand auf die Podestränge. Nach der olympischen Saison erklärten Kania und Ehrig, die in Calgary weitere Medaillen gewonnen hatten, ihren Rücktritt vom Leistungssport. Kleemanns Betreuerin Gabriele Fuß wurde als neue Trainerin der insgesamt deutlich verjüngten Nationalauswahl eingesetzt.

### Erste Mehrkampftitel und Olympiasiege (1988 bis 1994)

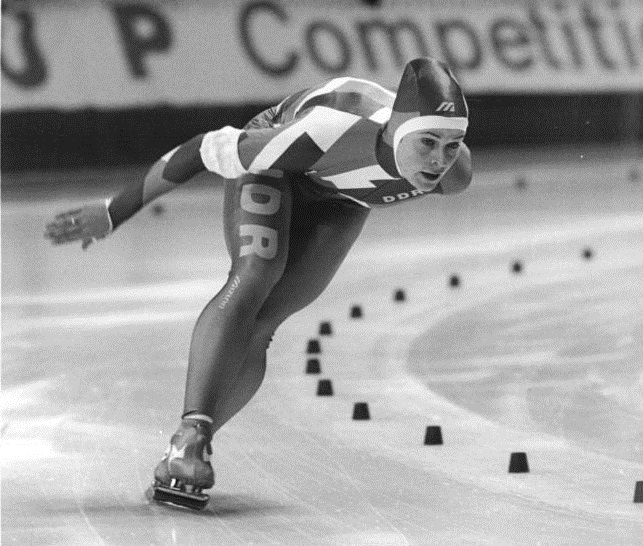
Noch als Gunda Kleemann beim Eisschnelllauf-Weltcup am 25. November 1989 in Berlin

Kleemann (nach ihrer ersten Hochzeit 1991: Niemann) zählte ab dem Winter 1988/89 zu den weltweit führenden Eisschnellläuferinnen. Zu Beginn der Saison feierte sie in Ost-Berlin über 1500 und 3000 Meter die ersten beiden Weltcupsiege ihrer Karriere. Im Westteil der Stadt gewann sie im Januar 1989 bei der Mehrkampfeuropameisterschaft ihren ersten internationalen Titel. Weltmeisterin im Vierkampf wurde Kleemann 1991 bei ihrer dritten WM-Teilnahme: 1989 schlug ihre Erfurter Teamkollegin Constanze Moser (frühere Scandolo) sie um gut einen Punkt, 1990 disqualifizierten sie die Kampfrichter, da sie ihre Mitläuferin Wang Xiuli beim Bahnwechsel behindert hatte. Mit diesen Ausnahmen entschied Niemann bis zu den Olympischen Winterspielen 1992 sämtliche Großereignisse im Mehrkampf für sich. Ihre besten Ergebnisse erzielte sie auf den Mittel- und Langdistanzen ab 1500 Meter – hier triumphierte sie auch bei einem Großteil der Weltcuprennen und stand am Saisonende mehrmals auf dem ersten Rang der Gesamtwertung. Über 3000 Meter stellte sie am 9. Dezember 1990 im Rahmen des Weltcups in Calgary mit einer Zeit von 4:10,80 Minuten erstmals einen Weltrekord auf, den sie mit einer kurzen Unterbrechung mehr als zehn Jahre innehatte.
Im Zuge der Wiedervereinigung trat Niemann ab der Saison 1990/91 für das gesamtdeutsche Team an, das unter der Leitung der Deutschen Eisschnelllauf-Gemeinschaft (DESG) stand. Personell prägten ostdeutsche Sportlerinnen die vereinte Mannschaft: Alle acht Eisschnellläuferinnen im deutschen Aufgebot für die Olympischen Winterspiele 1992 in Albertville waren in der DDR aufgewachsen. Auch Gabriele Fuß war von der DESG als Bundestrainerin übernommen worden. Niemann gewann bei Olympia 1992 sowohl über 3000 Meter als auch über 5000 Meter die Goldmedaille vor Heike Warnicke (frühere Schalling) – der 3000-Meter-Erfolg bedeutete die erste Goldmedaille einer deutschen Athletin nach der Wiedervereinigung – und zudem hinter Jacqueline Börner die Silbermedaille im 1500-Meter-Rennen. Die Athletin geriet während der Spiele jedoch auch in die Kritik, da sie entgegen den üblichen Gepflogenheiten während Interviews ihren Sponsor grüßte.
In der Folge entschied Niemann die Mehrkampfweltmeisterschaften der Jahre 1992 und 1993 ebenso für sich wie die EM 1994. Bei der Europameisterschaft 1993 stürzte sie über 500 Meter und konnte den daraus resultierenden Rückstand trotz Streckensiegen über 3000 und 5000 Meter nicht aufholen; die Weltmeisterschaft im Februar 1994 ließ sie aus.
Vor den Olympischen Winterspielen 1994 in Lillehammer entschied Niemann im Weltcup 1993/94 alle sieben vorolympischen Rennen, an denen sie teilnahm, für sich und verbesserte am 6. Dezember 1993 im Vikingskipet von Hamar – dem Austragungsort der olympischen Eisschnelllaufwettbewerbe – den 5000-Meter-Weltrekord. Journalisten schrieben ihr die Rolle als „eindeutigste Favoritin der Spiele“ zu. Niemann nannte den Erwartungsdruck später „wahnsinnig hoch“. Im Auftaktrennen über 3000 Meter stürzte sie in der zweiten Runde über eine Bahnmarkierung und riss ihre Mitläuferin Seiko Hashimoto mit. Sie erreichte zwar das Ziel, wurde aber (wegen Beendigung des Wettkampfes auf der falschen Bahn) disqualifiziert. Wenige Tage später holte sie über 1500 Meter die Bronzemedaille beim Sieg der Österreicherin Emese Hunyady. Beim abschließenden 5000-Meter-Rennen verpasste Niemann als Zweitplatzierte die von ihrer Mannschaftskollegin Claudia Pechstein vorgelegte Zeit von 7:14,37 Minuten um eine halbe Sekunde und wurde damit erstmals seit ihrem Olympiadebüt 1988 über die längste Distanz geschlagen. Nach den Olympischen Spielen beendete Niemann den Winter mit zwei Weltrekorden über 5000 und 10.000 Meter auf dem Olympic Oval in Calgary. Sie trennte sich im Anschluss an die Saison von ihrer langjährigen Trainerin Gabi Fuß und schloss sich der ebenfalls in Thüringen trainierenden Gruppe von Stephan Gneupel an. Den Wechsel begründete Niemann im Nachhinein damit, sie habe „neuen Schwung“ benötigt, den Ausschlag gegeben hätten die Ergebnisse von Lillehammer.

### Weitere Erfolge und Umstieg auf Klappschlittschuhe (1994 bis 2000)

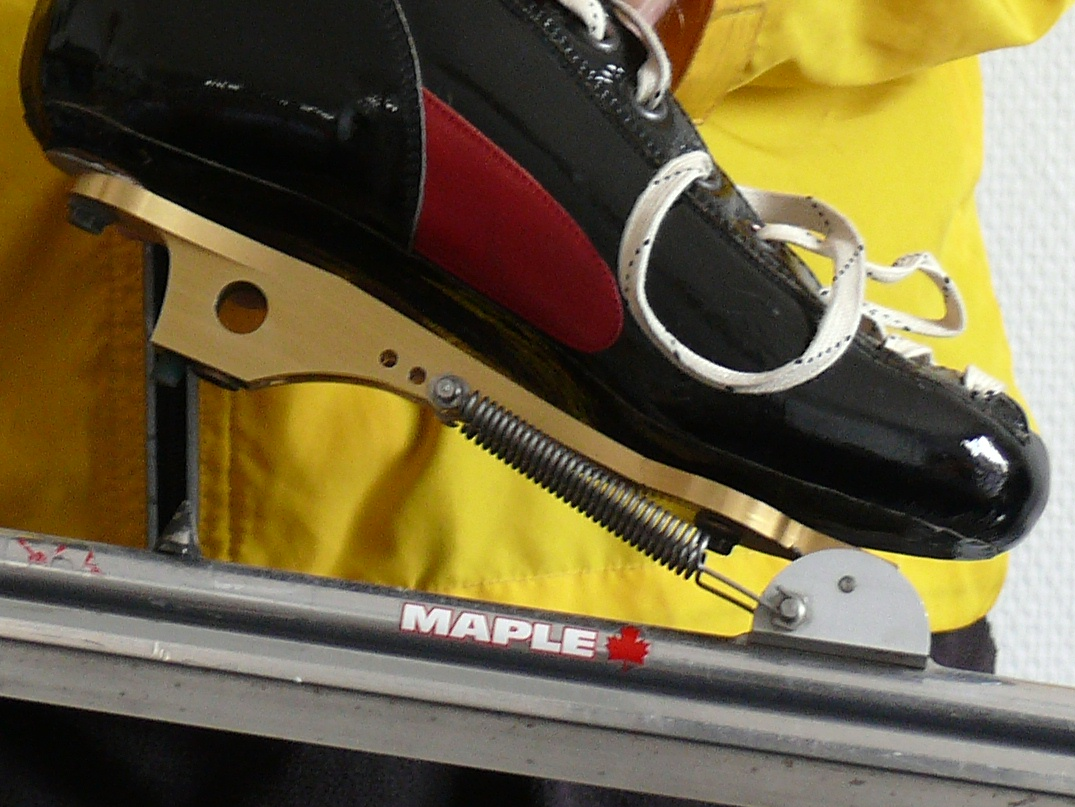
Geöffneter Klappschlittschuh

Während der sechs Jahre, in denen Niemann (nach ihrer zweiten Hochzeit 1997: Niemann-Stirnemann) unter Stephan Gneupels Anleitung trainierte, gewann sie zwei weitere Europameistertitel und fünf weitere Weltmeistertitel im Mehrkampf. Ab 1996 trug die Internationale Eislaufunion (International Skating Union; ISU) zudem jährlich Einzelstreckenweltmeisterschaften aus, bei denen Niemann-Stirnemann bis 2001 über 3000 und 5000 Meter zehn von zwölf ausgetragenen Rennen gewann und mit insgesamt elf WM-Siegen in dieser Zeit die meisten Titel aller Eisschnellläuferinnen einfuhr. Allein in der Saison 1994/95 entschied Niemann außerdem 15 Weltcuprennen für sich – eines über 1000 Meter und alle ausgetragenen Wettkämpfe auf den drei längeren Distanzen – und gewann sowohl bei der EM als auch bei der WM den Mehrkampftitel mit Bestzeiten auf allen vier gelaufenen Strecken. Ihr Vorsprung in der Vierkampf-Gesamtwertung von vier Punkten auf die jeweils Zweitplatzierte entsprach in etwa dem Abstand zwischen dem zweiten und dem achten Platz.
Das niederländische Eisschnelllaufteam trat ab Beginn des Winters 1996/97 mit Klappschlittschuhen an. In den ersten sechs Langdistanz-Weltcuprennen im November und Dezember 1996 erfuhr Niemann fünf Niederlagen durch Tonny de Jong, die bis dahin noch keine WM-Medaille gewonnen und nie auf einem Weltcup-Podium gestanden hatte. Zwar erreichte Niemann stets die ersten drei Ränge, hatte aber teils über zwei Sekunden Rückstand auf die Niederländerin, die mit drei Streckensiegen auch die Europameisterschaft 1997 für sich entschied. Ohne das Wissen und gegen den Willen ihres Heimtrainers Stephan Gneupel – der in erster Linie Formschwäche als Grund für Niemanns Rückstand ansah – stieg sie ab Januar 1997 im Training selbst auf Klappschuhe um und übte in Chemnitz gemeinsam mit dem Langstreckeneisschnellläufer Frank Dittrich. Bei der Mehrkampf-WM in Nagano Mitte Februar waren Niemann und auch Claudia Pechstein wieder schneller als die drittplatzierte de Jong. Nach der Saison unterzog sich Niemann einer Knieoperation als Folge eines Knorpelschadens, den sie sich im Oktober 1996 beim Surfen zugezogen hatte. In ihrer Biographie gab sie an, über den gesamten Winter unter Schmerzen gelaufen zu sein. Sie habe die Verletzung für sich behalten in der Hoffnung, diese werde von alleine heilen. Ab Sommer 1997 stieg sie wieder ins Training ein und holte ihren anfänglichen Leistungsrückstand bis zum Saisonbeginn auf: Im Dezember 1997 stellte sie in Heerenveen eine neue Weltbestzeit über 3000 Meter auf.
Bei den Olympischen Winterspielen 1998 in Nagano gewann Niemann-Stirnemann bei einem deutschen Dreifachsieg über 3000 Meter vor Claudia Pechstein und Anni Friesinger ihre dritte olympische Goldmedaille. Über 1500 und 5000 Meter belegte sie zweimal den Silberrang. Auf der 5000-Meter-Strecke stellte sie im vorletzten Paar mit 6:59,65 Minuten einen neuen Weltrekord auf, der 3,5 Sekunden unter ihrer eigenen vorherigen Bestmarke lag. Im abschließenden Lauf verbesserte Pechstein diese Zeit um vier Hundertstelsekunden und schlug Niemann-Stirnemann zum zweiten Mal in Folge bei Olympia über diese Strecke. Bei der Schlussfeier war sie dann Fahnenträgerin der deutschen Mannschaft.
Am 28. März 1998 holte sich Niemann-Stirnemann bei den Einzelstreckenweltmeisterschaften den Weltrekord zurück und hatte mit einer Zeit von 6:58,63 Minuten vier Sekunden Vorsprung auf Pechstein, während die drittplatzierte Niederländerin Carla Zijlstra mehr als zehn Sekunden Rückstand aufwies.

### Letzte Bestzeiten, Babypause und Karriereende (2000 bis 2005)
Im Februar 2000 verlor Niemann-Stirnemann den Weltmeistertitel im Mehrkampf, den sie bei ihren vorherigen acht WM-Teilnahmen jeweils gewonnen hatte, an Claudia Pechstein. Bereits bei der Europameisterschaft im Januar war sie Anni Friesinger um 26 Hundertstelpunkte unterlegen gewesen. Nach der Saison trennte sich die nunmehr 33-Jährige von ihrem Betreuer Stephan Gneupel und wechselte zur Chemnitzer Gruppe von Klaus Ebert, der unter anderem die Langstreckler Frank Dittrich und Jens Boden angehörten und mit der sie schon während der Umstellung auf Klappschlittschuhe drei Jahre zuvor zwischenzeitlich gelaufen war. Im Winter 2000/01 feierte sie ihre Weltcupsiege 96 bis 98, dazu ihren achten EM-Titel sowie zwei Erfolge bei den Einzelstreckenweltmeisterschaften: Am 9. März 2001 gewann sie über 5000 Meter auf dem Utah Olympic Oval in Salt Lake City ihren insgesamt 19. WM-Titel und stellte mit einer Zeit von 6:52,44 Minuten ihren 18. Weltrekord auf. Die Vorbereitung auf die Olympischen Winterspiele, die ein Jahr später an gleicher Stelle stattfanden, brach Niemann-Stirnemann im Oktober 2001 ab, nachdem sie von ihrer Schwangerschaft erfahren hatte. Während der folgenden zweijährigen Wettkampfpause arbeitete sie unter anderem als Co-Kommentatorin für das ZDF bei Eisschnelllauf-Großereignissen.
Bei ihrer Rückkehr als aktive Sportlerin im Herbst 2003 qualifizierte sich Niemann-Stirnemann als deutsche Meisterin über 5000 Meter – mit ihrem 34. nationalen Titel seit 1988 – für den Weltcup, wo sie auf dieser Strecke ihre letzten beiden Podestplätze erreichen konnte. Bei den Einzelstreckenweltmeisterschaften 2004 in Seoul belegte sie auf den beiden längsten Distanzen die Ränge vier und fünf. Im Winter 2004/05 verzichtete sie wegen Rückenproblemen auf alle Starts und gab am 27. Oktober 2005 im Alter von 39 Jahren ihr Karriereende im Rahmen eines DESG-Seminars bekannt.

### Eisschnelllauf-Trainerin (seit 2006)

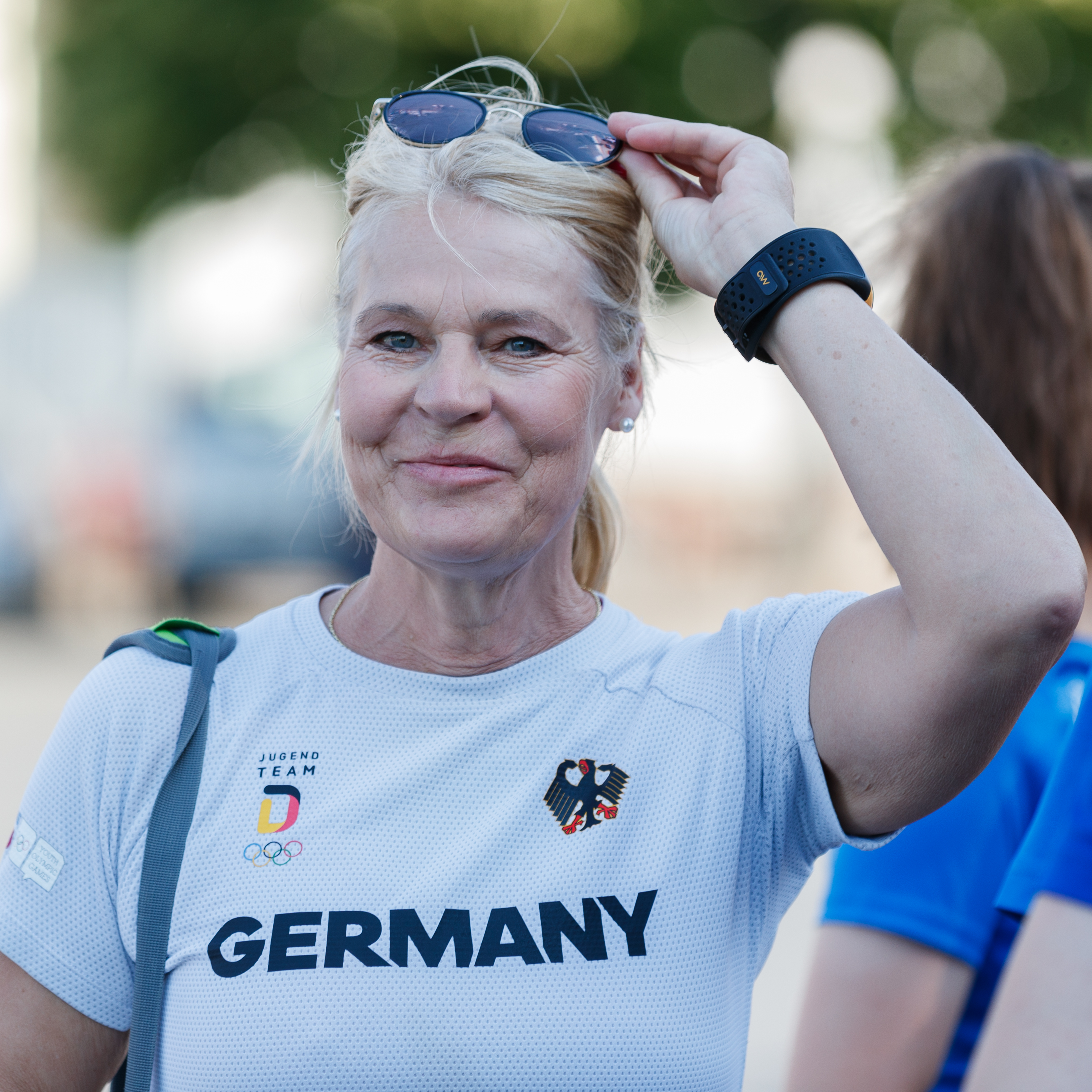
2022 beim Thüringer Unternehmenslauf

Niemann-Stirnemann begann im April 2006 ein Fernstudium an der Trainerakademie Köln, das sie 2009 mit der Diplomprüfung abschloss. Sie betreute anschließend die 17- bis 19-Jährigen im deutschen Nachwuchskader. Nach den olympischen Eisschnelllaufwettkämpfen 2014 – bei denen die deutschen Athleten erstmals seit 50 Jahren medaillenlos geblieben waren – zog sich Stephan Gneupel als Bundestrainer zurück. Niemann-Stirnemann folgte ihrem früheren Übungsleiter als Betreuerin des Stützpunktes Erfurt. In dieser Rolle trainierte sie im Winter 2014/15 unter anderem die Geschwister Stephanie und Patrick Beckert. Patrick Beckert gewann unter Niemann-Stirnemanns Anleitung die Bronzemedaille über 10.000 Meter bei den Weltmeisterschaften 2015. Im Herbst 2015 erklärte der DESG-Präsident Gerd Heinze, für Niemann-Stirnemann – die sich zu dem Zeitpunkt nach einer erneuten Knie-Operation in der Rehabilitationsphase befand – gebe es „am Stützpunkt Erfurt keinen Arbeitsplatz als Trainerin“, man sei aber daran interessiert, sie als Talentescout in der Nachwuchsgewinnung einzusetzen. Niemann-Stirnemann übernahm schließlich erneut die Trainingsleitung einer Juniorengruppe, der 2019 unter anderem ihre Tochter Victoria Stirnemann angehörte. Im Juli 2020 ernannte sie die DESG mit Blick auf die Olympischen Winterspiele 2022 zur Trainingskoordinatorin des Frauen-Nationalkaders für die Mannschaftswettbewerbe. Zwei Monate später berief sie DESG-Präsident Matthias Große in die von Jenny Wolf als Bundestrainerin geführte siebenköpfige Trainerkommission des Verbands.

## Persönliches

### Familie
Gunda Niemann-Stirnemanns Mutter war Verkaufsstellenleiterin eines Obst- und Gemüseladens, ihr Vater gelernter Schlosser. Beide Elternteile waren als Leichtathletin beziehungsweise als Fußballer sportlich aktiv. Sie trennten sich, als Gunda Kleemann – jüngstes von fünf Geschwisterkindern, aufgewachsen mit zwei Brüdern und zwei Schwestern – neun Jahre alt war. Zu ihrem Vater hatte sie nach der Trennung ihrer Eltern nahezu keinen Kontakt mehr. In einem Interview mit der Tageszeitung sagte Niemann-Stirnemann 2018, sie sei „selbstständig groß geworden“ und habe früh gelernt, sich eigene Ziele zu stecken. Unter ihren Geschwistern verfolgte sie als einzige eine Sportkarriere. Vor allem in den Anfangsjahren ihrer Laufbahn sei ihre Familie aber „überall hin mitgefahren“ und habe „alles verfolgt“.
Im April 1991 heiratete Gunda Kleemann den ehemaligen Judoka Detlef Niemann. Nach den Olympischen Spielen 1994 von Lillehammer gab sie die Trennung von ihrem ersten Mann bekannt. Seit Juli 1997 lebt sie in zweiter Ehe mit ihrem Schweizer Manager Oliver Stirnemann. Ihre Tochter Victoria Stirnemann (* 2002) nahm 2020 als Eisschnellläuferin an den Olympischen Jugend-Winterspielen teil.

### Ausbildung und Beruf
Nach ihrem Abschluss an der Kinder- und Jugendsportschule in Erfurt machte Kleemann eine Ausbildung als Textilverkäuferin und arbeitete in einem Erfurter Jugendmode-Laden. Sie verlor ihre Beschäftigung nach der Wiedervereinigung und dem Verkauf des Geschäftes durch die Treuhandanstalt. In ihrer Biographie gab sie an, zu dieser Zeit „die Ängste von Tausenden vor der Arbeitslosigkeit“ geteilt zu haben. Anfang der 1990er Jahre verschaffte ihr das Thüringer Innenministerium eine Arbeitsstelle als Bibliotheksmitarbeiterin. Niemann-Stirnemann erklärte, so habe sie in ihrem Heimatbundesland weitertrainieren können und sei „im Falle von Krankheiten oder Verletzungen abgesichert“ gewesen. Im Herbst 2001 berichtete Der Spiegel, das Thüringer Finanzministerium habe intern die hohen Kosten dieser Art von Sportlerförderung kritisiert, zumal die Sportlerin weitgehend von der Arbeitsleistung freigestellt worden sei. Niemann-Stirnemanns Manager und Ehemann hob daraufhin ihren Werbeeffekt für das Land hervor, der ihr vom Staat gezahltes Gehalt weit übertreffe.
1991 führte Niemann ihre ersten Sponsorenverhandlungen. Nach ihren Olympiasiegen 1992 gewann sie im Vergleich zu anderen Eisschnellläuferinnen an Attraktivität für Werbepartner und war in den folgenden Jahren nach Angaben der Süddeutschen Zeitung die einzige deutsche Läuferin im Weltcup, die die zulässigen Werbeflächen vollständig füllen konnte. Gegenüber dem Stern sagte Niemann-Stirnemann im Rückblick auf ihre Karriere, sie habe zwar „gut verdient“ (ab dem Winter 1995/96 prämierte die ISU auch Weltcupsiege „in nennenswerter Größenordnung“), aber nicht finanziell ausgesorgt; das sei angesichts der relativ geringen Popularität des Eisschnelllaufs in den 1990er Jahren nicht möglich gewesen.

## Öffentliches Bild und Würdigung

### Mediale Auftritte und Zuschreibungen
Wenngleich Eisschnelllauf in der deutschen Öffentlichkeit zu Niemann-Stirnemanns aktiver Zeit weitgehend als „Randsportart“ wahrgenommen wurde, gewann die Thüringerin durch ihre anhaltenden Erfolge an medialer Aufmerksamkeit und genoss in den letzten Jahren ihrer Laufbahn einen Bekanntheitsgrad von etwa 90 Prozent in Deutschland. Unter anderem war sie zweimal – im Februar 1992 und 1998, jeweils nach ihren Olympiasiegen – als Wettpatin Gast bei der Fernsehshow Wetten, dass..? (wo sie 2001 zudem als Stadtpatin für Erfurt auftrat). Der Sportjournalist Martin Hägele sah in Niemann-Stirnemann im Rahmen der Berichterstattung über die Olympischen Winterspiele 1998 eine Identifikationsfigur für „die reiferen Jahrgänge in den neuen Bundesländern“, die im wiedervereinigten Deutschland ähnliche – in Bezug auf die persönliche finanzielle Situation enttäuschende – Erfahrungen wie die Sportlerin gesammelt hätten. Ein Artikel des Spiegels bescheinigte ihr 1999 eine deutlich höhere Werbewirksamkeit in Ost- als in Westdeutschland. Mehrmals erschien sie auf dem Titelblatt der Superillu und erhielt 1998 nach Publikumswahl den von der Zeitschrift verliehenen Medienpreis Goldene Henne in der Kategorie Sport. Auch in den Niederlanden, in denen dem Eisschnelllauf ein hoher Stellenwert zukam, war Niemann-Stirnemann populär. Sie spielte eine Rolle in der Serie „Gute Nachbarn, schlechte Nachbarn“ über das deutsch-niederländische Verhältnis und beschrieb ihre Beziehung zum Austragungsort Heerenveen als gegenseitige „[L]iebe“. Karitativ engagierte sich Niemann-Stirnemann im Rahmen der Initiative „Kinder helfen Kindern“ für Kinder in Not.
Häufig wurde Niemann-Stirnemann ein enormer Trainingsehrgeiz zugeschrieben. Während der Saison 1995/96 unterzog sie sich im Dezember einer Arthroskopie am Innen- und Außenmeniskus des rechten Knies, begann am Folgetag mit dem Aufbautraining und gewann sechs Wochen später den Europameistertitel im Mehrkampf. Den auf ihre „knallharten Übungseinheiten“ bezogenen Beinamen Gunda Gnadenlos bezeichnete Niemann-Stirnemann in ihrer Biographie als berechtigt, wenn auch nicht schön: Sie könne beim Training sich selbst, aber auch der Gruppe gegenüber „gnadenlos“ sein und etwa ein stetig hohes Tempo fordern. Ein Training in der Gruppe dürfe „nicht heißen, den Anspruch des Einzelkämpfers aufzugeben“. Zugleich nannte sie in einer Selbstbeschreibung „Sehnsucht nach Harmonie“ als einen ihrer Hauptcharakterzüge (neben Offenheit, Ehrlichkeit und Ehrgeiz). Beobachter bescheinigten Niemann-Stirnemann einen „alles andere als ästhetische[n] Laufstil“ und sahen den Grund für ihre Erfolge neben ihrer durch Trainingsdisziplin erreichten physischen Stärke in ihrem „eiserne[n] Willen“. In den letzten Jahren ihrer Laufbahn wurde Niemann-Stirnemanns Festhalten am Sport kritisch gesehen: Die Welt zitierte ihre frühere Trainerin Gabi Fuß im Dezember 2004 mit der Aussage, Niemann-Stirnemanns „Glanzzeit“ sei vorbei und sie würde nicht mehr mitkommen; ihren Rücktritt im Oktober 2005 – eine Woche, nachdem sie entsprechende Spekulationen als „Blödsinn“ zurückgewiesen hatte – bezeichnete Der Tagesspiegel als „eher unwürdiges Ende“ für „eine beispiellose Karriere“.

### Teaminterne Konkurrenz

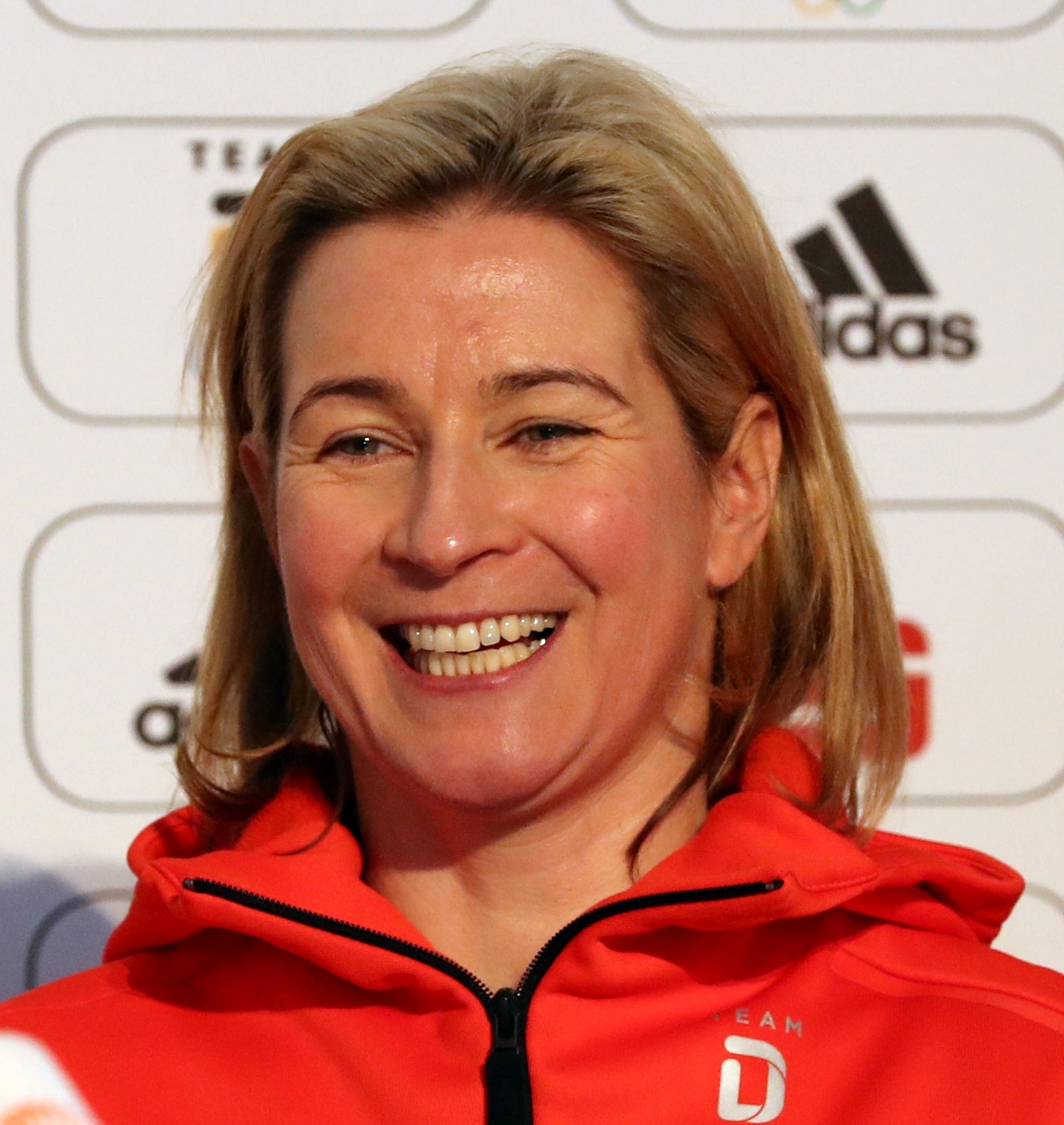
Claudia Pechstein (hier 2018), langjährige Herausforderin Niemann-Stirnemanns

Für Aufmerksamkeit in der Berichterstattung sorgte ab den Olympischen Winterspielen 1994 das angespannte Verhältnis von Niemann zu ihrer fünfeinhalb Jahre jüngeren Mannschaftskollegin Claudia Pechstein. Pechstein hatte bereits 1992 die olympische Bronzemedaille über 5000 Meter gewonnen, ihr Sieg über die favorisierte Niemann bei den olympischen Wettkämpfen von Hamar 1994 über diese Distanz kam aber sowohl für die Berichterstatter als auch für beide Sportlerinnen selbst überraschend. Niemann bezeichnete den Moment, in dem sie ihre Niederlage erfuhr, in ihrer Biographie als „Stich ins Herz“ und zeigte sich von Pechsteins Äußerungen nach dem Sieg – Niemann könne nicht richtig verlieren und ihre Zeit sei abgelaufen – verletzt. Sie sprach ferner von einer drei Jahre andauernden „Eiszeit“ mit Unfreundlichkeiten von beiden Seiten, die aber nach einer Aussprache einer „Beziehung der gegenseitigen Achtung“ gewichen sei. Pechstein wiederum bezeichnete Niemann-Stirnemann in ihrer 2010 erschienenen Biographie als „die verbissenste Sportlerin, die [sie] jemals kennengelernt habe“ und sprach von einer „Dauerrivalität“. Niemann habe sie nach Olympia 1994 ein halbes Jahr lang komplett ignoriert und habe – so Pechsteins Eindruck – jede Niederlage als persönliche Beleidigung angesehen. Im Laufe der Zeit sei ihr Auftreten „geerdeter“ geworden; bei den Olympischen Spielen 1998 habe Niemann ihren zweiten Platz über 5000 Meter zu Pechsteins Überraschung „mit Fassung“ getragen. Pechstein hielt an der Aussage fest, Niemann habe in entscheidenden Momenten Versagensangst gehabt und hätte mit einer besseren Psyche weit mehr als drei olympische Goldmedaillen gewinnen können. Niemann-Stirnemann selbst bezeichnete sich diesbezüglich in ihrer eigenen Biographie als „sensibel“, manchmal habe „schon eine Geste oder ein Wort“ gereicht, um sie zu verunsichern. Sie habe jedoch mit der Zeit gelernt, damit umzugehen.
Die sportliche Konkurrenz mit Pechstein war für Niemann Motivation, ihr Trainingspensum im Sommer 1995 erneut zu steigern. Sie blieb in der Folge die insgesamt erfolgreichere Athletin: Noch im November 1999 – nach Pechsteins zwei Olympiasiegen – schrieb René Hofmann für die Süddeutsche Zeitung Niemann-Stirnemann die Rolle der „ewige[n] Nummer eins“ zu. Mit größerer Kraft und Belastbarkeit sei sie Pechstein körperlich überlegen und „saug[e] den Großteil der Aufmerksamkeit auf“. Mit dieser Situation habe sich Pechstein notgedrungen zurechtgefunden. Pechstein beschrieb die Jahre nach ihrem zweiten Olympiasieg von 1998 als eine sich in die Länge ziehende „Wachablösung“, die sich letztlich bis zu Niemann-Stirnemanns Babypause gezogen habe. Neben Pechstein war es auch die noch einmal fünf Jahre jüngere Anni Friesinger, die ab Ende der 1990er Jahre Niemann-Stirnemanns Position herausforderte und sie zunächst bei den Einzelstreckenweltmeisterschaften 1998 über 1500 Meter bezwang sowie bei der Europameisterschaft 2000 erstmals im Mehrkampf. Die Bayerin Friesinger übte zwar 2001 Kritik am strengen Trainingssystem der ostdeutschen Gruppen, bezeichnete Niemann-Stirnemann aber 2002 in einem Interview als „ein[en] faszinierende[n] Mensch[en], eine nette Person, die man gerne um sich hat“. Zuvor hatte Niemann-Stirnemann in ihrer Biographie angegeben, Friesinger sei ihr „mit ihrer offenen Art schon immer sympathisch“ gewesen. Anfang und Mitte der 2000er Jahre wuchs – auch als Folge eines intensiv und publikumswirksam geführten Konflikts zwischen Pechstein und Friesinger – das öffentliche Interesse am Eisschnelllauf. Nach ihrer Rückkehr in den Weltcup schrieb Der Spiegel Niemann-Stirnemann 2004 in dieser Konstellation die Rolle der „treuherzig-volkstümliche[n] […] Mutter der Kompanie“ zu.

### Ehrungen

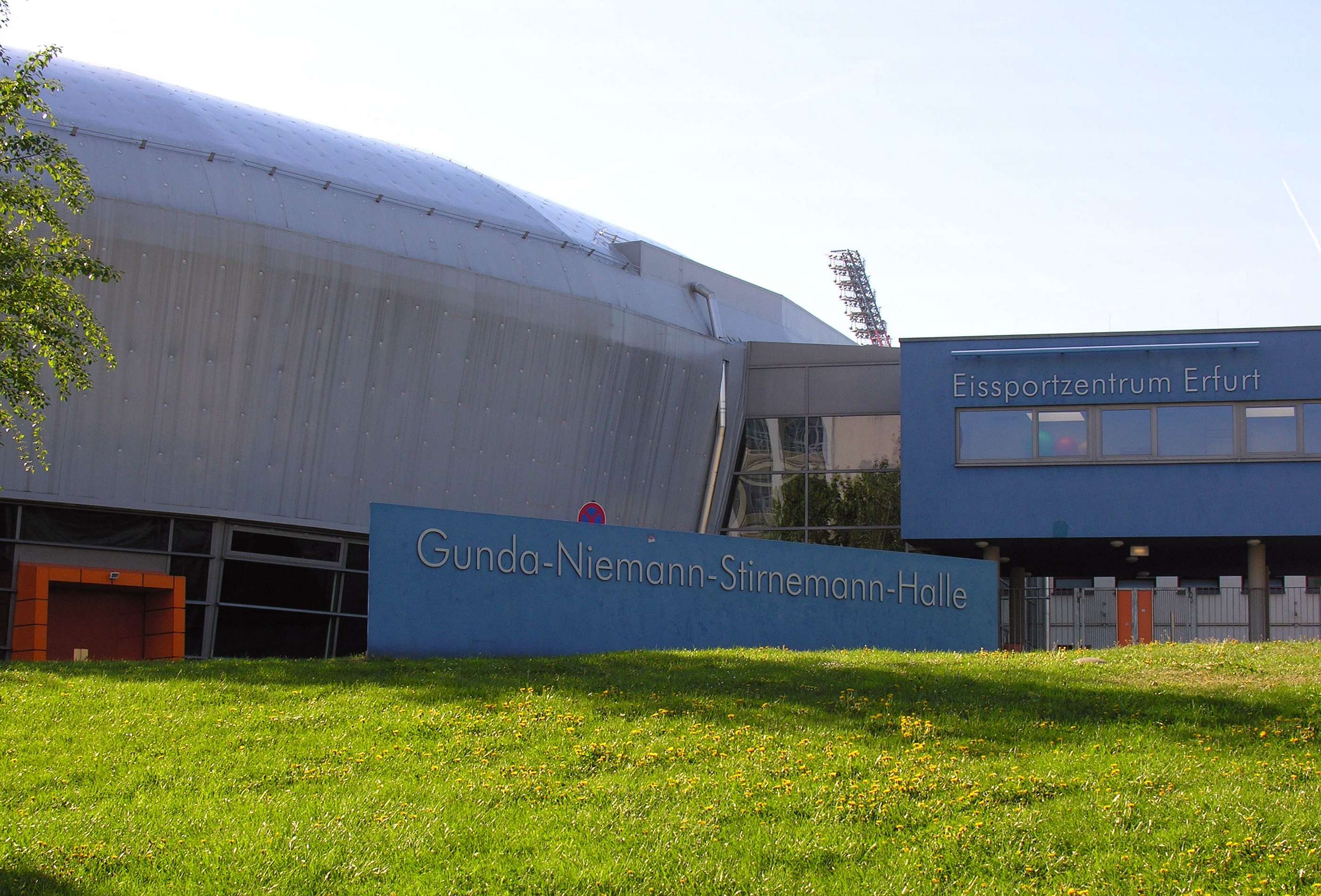
Namenszug Gunda-Niemann-Stirnemann-Halle am Eissportzentrum Erfurt

1995 – in dem Jahr, in dem sie sowohl die Europa- als auch die Weltmeisterschaft im Mehrkampf mit je vier Streckensiegen gewann – wurde Niemann bei einer Ted-Umfrage von Fernsehzuschauern der ARD-Sportgala zur ARD-Sportlerin des Jahres gewählt. Bei der entsprechenden Abstimmung unter Sportjournalisten belegte sie im gleichen Jahr den vierten Rang und 1999 als bestes Ergebnis Platz zwei hinter Steffi Graf. Von 1995 bis 2000 erhielt sie sechsmal in Folge die Auszeichnung als Thüringer Landessportlerin des Jahres. International verlieh ihr der Oslo Skøiteklub 1995 als zweiter Frau nach Bonnie Blair und als erster deutscher Eisschnellläuferin die Eis-Oscar genannte Oscar Mathisen Memorial Trophy. Sie gewann diese Auszeichnung auch 1996 und 1997, womit sie nach Ard Schenk und Eric Heiden als dritte Person dreimal in Folge ausgezeichnet wurde. Als weibliches Pendant zu Heiden wurde Niemann-Stirnemann 1999 bei der IJsgala in Heerenveen als Eisschnellläuferin des Jahrhunderts geehrt. Den Adelskalender als ewige Weltbestenliste des Eisschnelllaufs führte sie von November 1993 bis zur Ablösung durch Claudia Pechstein im März 2001 nahezu durchgehend an.
Oberbürgermeister Manfred Ruge (CDU) verlieh Niemann-Stirnemann 1998 die Ehrenbürgerwürde der Stadt Erfurt und hob sie als „sympathische und ideale Botschafterin“ hervor. Ein Jahr später entschied sich das Bundesinnenministerium beim Bau einer geplanten überdachten 400-Meter-Eislaufbahn für den Standort Erfurt und gegen das bayerische Inzell, was Ruge maßgeblich auf den Einsatz Niemann-Stirnemanns zurückführte. Gegen den Widerstand der SPD- und PDS-Fraktionen – die einen „Personenkult“ befürchteten – stimmte das Erfurter Stadtparlament im Herbst 2001 dafür, die Eishalle noch zu Zeiten ihrer aktiven Laufbahn nach Gunda Niemann-Stirnemann zu benennen. Sie selbst konnte die Kontroverse nicht nachvollziehen und sprach von einem „[t]oll[en]“ Gefühl, ihren Namen an der Eishalle zu sehen.
Schon 2017 forderte Claudia Pechstein in einem Beitrag für die Bild-Zeitung angesichts Niemann-Stirnemanns Erfolgsbilanz deren Aufnahme in die Hall of Fame des deutschen Sports, die sie als überfällig und „mehr als verdient“ ansah. Im Oktober 2019 gab die Stiftung Deutsche Sporthilfe bekannt, dass eine aus bisherigen Mitgliedern bestehende Jury Niemann-Stirnemann in dieses Forum gewählt habe. Nach dem zweifachen Eisschnelllaufolympiasieger Erhard Keller war Niemann-Stirnemann die erste weibliche Vertreterin ihrer Sportart, der diese Ehrung zukam. In der entsprechenden Pressemitteilung wurde sie als eine der „erfolgreichsten Eisschnellläuferinnen aller Zeiten“ und als „erste[r] deutsch-deutsche[r] Wintersportstar“ gewürdigt.

## Statistik

### Bilanz bei Großereignissen

#### Olympische Winterspiele
Gunda Niemann-Stirnemann zählte von 1988 bis 1998 bei vier aufeinanderfolgenden Winterspielen zum deutschen Aufgebot. Sie nahm an elf Wettkämpfen teil, in denen sie acht Medaillen, darunter drei goldene, gewann.
| Olympische Winterspiele | Olympische Winterspiele | 1500 m | 3000 m | 5000 m |
| Jahr                    | Ort                     | 1500 m | 3000 m | 5000 m |
| ----------------------- | ----------------------- | ------ | ------ | ------ |
| 1988                    | Calgary                 | 7.     | –      | 7.     |
| 1992                    | Albertville             | 2.     | 1.     | 1.     |
| 1994                    | Lillehammer             | 3.     | DSQ 1  | 2.     |
| 1998                    | Nagano                  | 2.     | 1.     | 2.     |

#### Einzelstreckenweltmeisterschaften
An den 1996 erstmals stattfindenden Einzelstreckenweltmeisterschaften nahm Niemann-Stirnemann bis 2004 sieben Mal teil, trat dabei zu sechzehn Rennen an und gewann elf Goldmedaillen.
| Einzelstrecken-WM | Einzelstrecken-WM | 1500 m | 3000 m | 5000 m |
| Jahr              | Ort               | 1500 m | 3000 m | 5000 m |
| ----------------- | ----------------- | ------ | ------ | ------ |
| 1996              | Hamar             | DNS 2  | 1.     | –      |
| 1997              | Warschau          | 1.     | 1.     | 1.     |
| 1998              | Calgary           | 2.     | 1.     | 1.     |
| 1999              | Heerenveen        | 2.     | 1.     | 1.     |
| 2000              | Nagano            | –      | 2.     | 1.     |
| 2001              | Salt Lake City    | –      | 1.     | 1.     |
| 2004              | Seoul             | –      | 5.     | 4.     |

#### Mehrkampfweltmeisterschaften
Von 1989 bis 2001 nahm Niemann-Stirnemann an zwölf Mehrkampfweltmeisterschaften teil und gewann dabei acht Goldmedaillen. Die folgende Tabelle zeigt ihre Zeiten – und in Klammern jeweils dahinter ihre Platzierungen – auf den vier gelaufenen Einzelstrecken sowie die sich daraus errechnende Gesamtpunktzahl nach dem Samalog und die Endplatzierung. Die Anordnung der Distanzen entspricht ihrer Reihenfolge im Programm der Mehrkampf-WM; lediglich zwischen 1996 und 1998 wurden die 1500 Meter vor den 3000 Metern gelaufen.
| Mehrkampf-WM | Mehrkampf-WM | 500 m (in Sekunden) | 3000 m (in Minuten) | 1500 m (in Minuten) | 5000 m (in Minuten) | Punkte  | Platz |
| Jahr         | Ort          | 500 m (in Sekunden) | 3000 m (in Minuten) | 1500 m (in Minuten) | 5000 m (in Minuten) | Punkte  | Platz |
| 1989         | Lake Placid  | 44,19 (10)          | 4:41,72 (4)         | 2:11,16 (3)         | 7:58,23 (1)         | 182,686 | 2.    |
| 1990         | Calgary      | 41,45 (5)           | 4:20,15 (2)         | DSQ 3               | –                   | 84,808  | NC    |
| 1991         | Hamar        | 42,47 (4)           | 4:32,00 (1)         | 2:09,45 (1)         | 7:43,10 (1)         | 177,263 | 1.    |
| 1992         | Heerenveen   | 41,90 (7)           | 4:22,30 (1)         | 2:05,02 (2)         | 7:23,62 (1)         | 171,651 | 1.    |
| 1993         | Berlin       | 41,80 (6)           | 4:23,15 (1)         | 2:06,60 (1)         | 7:25,83 (1)         | 172,441 | 1.    |
| 1995         | Tynset       | 41,00 (1)           | 4:24,72 (1)         | 2:03,86 (1)         | 7:28,70 (1)         | 171,276 | 1.    |
| 1996         | Inzell       | 41,62 (6)           | 4:22,59 (1)         | 2:06,13 (1)         | 7:38,34 (2)         | 173,272 | 1.    |
| 1997         | Nagano       | 40,79 (2)           | 4:10,40 (1)         | 2:00,51 (1)         | 7:10,15 (1)         | 165,708 | 1.    |
| 1998         | Heerenveen   | 40,57 (9)           | 4:05,08 (1)         | 1:58,69 (1)         | 7:00,41 (1)         | 163,020 | 1.    |
| 1999         | Hamar        | 40,34 (7)           | 4:02,01 (1)         | 1:57,24 (2)         | 6:57,24 (1)         | 161,479 | 1.    |
| 2000         | Milwaukee    | 40,43 (8)           | 4:06,83 (2)         | 2:00,62 (3)         | 7:02,11 (1)         | 163,985 | 2.    |
| 2001         | Budapest     | 42,01 (17)          | DSQ 4               | DNS                 | –                   | 42,010  | NC    |

#### Mehrkampfeuropameisterschaften
Von 1988 bis 2001 nahm Niemann-Stirnemann an dreizehn Mehrkampfeuropameisterschaften teil und gewann dabei acht Goldmedaillen. Die folgende Tabelle zeigt ihre Zeiten – und in Klammern jeweils dahinter ihre Platzierungen – auf den vier gelaufenen Einzelstrecken sowie die sich daraus errechnende Gesamtpunktzahl nach dem Samalog und die Endplatzierung. Die Reihenfolge der Distanzen im EM-Programm änderte sich mehrmals (die 1500 Meter wurden von 1991 bis 1999 sowie 2001 vor den 3000 Metern gelaufen), hier ist zur Übersichtlichkeit die im WM-Programm übliche Anordnung dargestellt.
| Mehrkampf-EM | Mehrkampf-EM    | 500 m (in Sekunden) | 3000 m (in Minuten) | 1500 m (in Minuten) | 5000 m (in Minuten) | Punkte  | Platz |
| Jahr         | Ort             | 500 m (in Sekunden) | 3000 m (in Minuten) | 1500 m (in Minuten) | 5000 m (in Minuten) | Punkte  | Platz |
| 1988         | Kongsberg       | 43,13 (2)           | 4:33,92 (2)         | 2:13,71 (2)         | 8:02,38 (2)         | 181,594 | 2.    |
| 1989         | Berlin          | 42,85 (5)           | 4:25,34 (1)         | 2:08,71 (1)         | 7:40,29 (1)         | 176,005 | 1.    |
| 1990         | Heerenveen      | 40,79 (1)           | 4:20,32 (1)         | 2:05,91 (1)         | 7:24,76 (1)         | 170,622 | 1.    |
| 1991         | Sarajevo        | 42,69 (2)           | 4:24,25 (1)         | 2:06,07 (1)         | 7:31,91 (1)         | 173,945 | 1.    |
| 1992         | Heerenveen      | 41,51 (3)           | 4:17,68 (1)         | 2:04,54 (1)         | 7:19,29 (1)         | 169,898 | 1.    |
| 1993         | Heerenveen      | 47,66 (21)          | 4:17,43 (1)         | 2:04,89 (2)         | 7:15,50 (1)         | 175,745 | 6.    |
| 1994         | Hamar           | 40,99 (3)           | 4:12,25 (1)         | 2:02,45 (2)         | 7:14,35 (1)         | 167,282 | 1.    |
| 1995         | Heerenveen      | 41,02 (1)           | 4:17,54 (1)         | 2:02,84 (1)         | 7:21,57 (1)         | 169,046 | 1.    |
| 1996         | Heerenveen      | 41,54 (2)           | 4:17,93 (1)         | 2:04,04 (2)         | 7:23,58 (1)         | 170,232 | 1.    |
| 1997         | Heerenveen      | 42,04 (7)           | 4:17,87 (2)         | 2:05,37 (3)         | 7:23,45 (3)         | 171,153 | 2.    |
| 1999         | Heerenveen      | 41,16 (12)          | 4:08,40 (1)         | 2:01,21 (5)         | 7:03,35 (1)         | 165,298 | 4.    |
| 2000         | Hamar           | 40,78 (11)          | 4:06,13 (3)         | 1:59,59 (6)         | 6:56,84 (1)         | 163,348 | 2.    |
| 2001         | Baselga di Piné | 41,68 (15)          | 4:08,54 (1)         | 2:01,40 (3)         | 7:05,67 (1)         | 166,136 | 1.    |

#### Deutsche Meisterschaften
Von 1986 bis 2004 trat Niemann-Stirnemann zu 17 nationalen Einzelstreckenmeisterschaften und zu 7 nationalen Mehrkampfmeisterschaften an. Sie gewann dabei 4 Mehrkampftitel und 30 Einzelstreckentitel. Zu ihren insgesamt 34 Titeln zählen 9 DDR-Meisterschaften (bis einschließlich 1990) und 25 Meisterschaften im wiedervereinigten Deutschland.
| Deutsche Meisterschaften (Jahr und Ort) | 500 m 5 | 1000 m | 1500 m | 3000 m | 5000 m | Mehrkampf |
| --------------------------------------- | ------- | ------ | ------ | ------ | ------ | --------- |
| 1986 Karl-Marx-Stadt                    | 13.     | –      | 22.    | 8.     | 6.     | 8.        |
| 1987 Berlin                             | 10.     | –      | 6.     | 4.     | 3.     | –         |
| 1988 Berlin                             | 8.      | 5.     | 3.     | 1.     | 1.     | –         |
| 1989 Berlin                             | 5.      | –      | 1.     | 1.     | 1.     | 1.        |
| 1990 Berlin                             | 11.     | –      | 1.     | 1.     | 1.     | –         |
| 1991 München                            | –       | –      | 1.     | –      | 1.     | –         |
| 1992 Berlin                             | 5.      | 3.     | –      | –      | 1.     | –         |
| 1993 Berlin/Inzell                      | 3.      | –      | 1.     | –      | –      | DNF       |
| 1994 Berlin                             | 5.      | –      | 1.     | 1.     | –      | –         |
| 1995 Berlin/Inzell                      | 4.      | 1.     | 1.     | 1.     | –      | 1.        |
| 1996 Berlin                             | DNF     | 1.     | 1.     | 1.     | –      | –         |
| 1997 Berlin/Erfurt                      | DNF     | –      | 1.     | 1.     | –      | 1.        |
| 1998 Berlin                             | –       | –      | 1.     | 1.     | –      | –         |
| 1999 Inzell                             | –       | –      | 1.     | 1.     | –      | –         |
| 2000 Berlin/Inzell                      | –       | 4.     | 1.     | 1.     | –      | DNF       |
| 2001 Berlin/Inzell                      | 11.     | 5.     | 3.     | 1.     | –      | 1.        |
| 2004 Erfurt                             | –       | –      | –      | 3.     | 1.     | –         |

### Weltcupbilanz
Niemann-Stirnemann nahm zwischen dem 22. November 1987 und dem 29. Februar 2004 an 159 Rennen des Eisschnelllauf-Weltcups teil, von denen sie insgesamt 98 gewann, 131 auf dem Podium und 150 unter den ersten Zehn beendete. Von März 1992 bis Januar 1994 gewann sie 21 Wettkämpfe in Folge.
| Platzierung         | 100 m | 500 m | 1000 m | 1500 m | 3000 m | 5000 m | 10.000 m | Team | Gesamt |
| ------------------- | ----- | ----- | ------ | ------ | ------ | ------ | -------- | ---- | ------ |
| 1. Platz            |       |       | 2      | 39     | 42     | 15     |          |      | 98     |
| 2. Platz            |       |       | 2      | 9      | 11     | 2      |          |      | 24     |
| 3. Platz            |       |       |        | 4      | 4      | 1      |          |      | 9      |
| Top 10              |       | 2     | 9      | 59     | 62     | 18     |          |      | 150    |
| Stand: Karriereende |       |       |        |        |        |        |          |      |        |

In der folgenden aufklappbaren Tabelle werden alle 98 Weltcupsiege Niemann-Stirnemanns sowie die Bahnen, auf denen sie diese erreichte, aufgeführt.

- Datum: Datum des Wettbewerbs.
- Bahn: Austragungseisbahn des Wettbewerbs.
- Ort: Austragungsort des Wettbewerbs.
- Distanz: Länge der gelaufenen Strecke.
- Zeit: Siegerzeit von Niemann-Stirnemann (in Minuten).

| Nr. | Datum         | Bahn                         | Ort             | Distanz    | Zeit    |
| --- | ------------- | ---------------------------- | --------------- | ---------- | ------- |
| 1.  | 26. Nov. 1988 | Sportforum Hohenschönhausen  | Berlin          | 1500 Meter | 2:07,43 |
| 2.  | 27. Nov. 1988 | Sportforum Hohenschönhausen  | Berlin          | 3000 Meter | 4:23,65 |
| 3.  | 19. März 1989 | Thialf                       | Heerenveen      | 5000 Meter | 7:25,39 |
| 4.  | 25. Nov. 1989 | Sportforum Hohenschönhausen  | Berlin          | 1500 Meter | 2:08,73 |
| 5.  | 26. Nov. 1989 | Sportforum Hohenschönhausen  | Berlin          | 3000 Meter | 4:25,96 |
| 6.  | 3. Dez. 1989  | De Uithof                    | Den Haag        | 3000 Meter | 4:30,40 |
| 7.  | 4. März 1990  | Eisstadion Inzell            | Inzell          | 5000 Meter | 7:50,10 |
| 8.  | 24. Nov. 1990 | Sportforum Hohenschönhausen  | Berlin          | 1500 Meter | 2:03,64 |
| 9.  | 25. Nov. 1990 | Sportforum Hohenschönhausen  | Berlin          | 1000 Meter | 1:22,49 |
| 10. | 25. Nov. 1990 | Sportforum Hohenschönhausen  | Berlin          | 3000 Meter | 4:19,97 |
| 11. | 8. Dez. 1990  | Olympic Oval                 | Calgary         | 1500 Meter | 2:01,56 |
| 12. | 9. Dez. 1990  | Olympic Oval                 | Calgary         | 3000 Meter | 4:10,80 |
| 13. | 12. Jan. 1991 | Eisstadion Davos             | Davos           | 1500 Meter | 2:09,41 |
| 14. | 9. Feb. 1991  | Stadio del ghiaccio di Piné  | Baselga di Piné | 1500 Meter | 2:07,16 |
| 15. | 2. März 1991  | De Uithof                    | Den Haag        | 3000 Meter | 4:25,88 |
| 16. | 3. März 1991  | De Uithof                    | Den Haag        | 1500 Meter | 2:07,28 |
| 17. | 3. März 1991  | De Uithof                    | Den Haag        | 5000 Meter | 7:33,69 |
| 18. | 23. Nov. 1991 | Sportforum Hohenschönhausen  | Berlin          | 1500 Meter | 2:05,45 |
| 19. | 24. Nov. 1991 | Sportforum Hohenschönhausen  | Berlin          | 3000 Meter | 4:23,26 |
| 20. | 7. Dez. 1991  | Stade de Patinage Olympique  | Albertville     | 1500 Meter | 2:06,83 |
| 21. | 8. Dez. 1991  | Stade de Patinage Olympique  | Albertville     | 3000 Meter | 4:26,67 |
| 22. | 12. Jan. 1992 | Ritten Arena                 | Klobenstein     | 3000 Meter | 4:17,41 |
| 23. | 13. März 1992 | Eisstadion Inzell            | Inzell          | 3000 Meter | 4:25,98 |
| 24. | 14. März 1992 | Eisstadion Inzell            | Inzell          | 1500 Meter | 2:11,83 |
| 25. | 14. März 1992 | Eisstadion Inzell            | Inzell          | 5000 Meter | 7:58,66 |
| 26. | 28. Nov. 1992 | Sportforum Hohenschönhausen  | Berlin          | 1500 Meter | 2:04,82 |
| 27. | 28. Nov. 1992 | Sportforum Hohenschönhausen  | Berlin          | 3000 Meter | 4:19,28 |
| 28. | 29. Nov. 1992 | Sportforum Hohenschönhausen  | Berlin          | 5000 Meter | 7:22,83 |
| 29. | 5. Dez. 1992  | Oulunkylän Liikuntapuisto    | Helsinki        | 1500 Meter | 2:06,39 |
| 30. | 5. Dez. 1992  | Oulunkylän Liikuntapuisto    | Helsinki        | 3000 Meter | 4:25,21 |
| 31. | 6. Dez. 1992  | Oulunkylän Liikuntapuisto    | Helsinki        | 5000 Meter | 7:34,26 |
| 32. | 5. März 1993  | Eisstadion Inzell            | Inzell          | 3000 Meter | 4:22,81 |
| 33. | 7. März 1993  | Eisstadion Inzell            | Inzell          | 1500 Meter | 2:07,84 |
| 34. | 13. März 1993 | Thialf                       | Heerenveen      | 3000 Meter | 4:13,10 |
| 35. | 14. März 1993 | Thialf                       | Heerenveen      | 1500 Meter | 2:02,74 |
| 36. | 14. März 1993 | Thialf                       | Heerenveen      | 5000 Meter | 7:14,71 |
| 37. | 27. Nov. 1993 | Sportforum Hohenschönhausen  | Berlin          | 1500 Meter | 2:05,31 |
| 38. | 28. Nov. 1993 | Sportforum Hohenschönhausen  | Berlin          | 3000 Meter | 4:21,90 |
| 39. | 4. Dez. 1993  | Vikingskipet                 | Hamar           | 1500 Meter | 2:01,83 |
| 40. | 5. Dez. 1993  | Vikingskipet                 | Hamar           | 3000 Meter | 4:12,32 |
| 41. | 6. Dez. 1993  | Vikingskipet                 | Hamar           | 5000 Meter | 7:13,29 |
| 42. | 14. Jan. 1994 | Eisstadion Davos             | Davos           | 1500 Meter | 2:12,88 |
| 43. | 15. Jan. 1994 | Eisstadion Davos             | Davos           | 3000 Meter | 4:31,49 |
| 44. | 12. März 1994 | Eisstadion Inzell            | Inzell          | 3000 Meter | 4:13,96 |
| 45. | 19. März 1994 | Thialf                       | Heerenveen      | 3000 Meter | 4:11,81 |
| 46. | 20. März 1994 | Thialf                       | Heerenveen      | 5000 Meter | 7:17,13 |
| 47. | 26. Nov. 1994 | Sportforum Hohenschönhausen  | Berlin          | 1500 Meter | 2:03,27 |
| 48. | 27. Nov. 1994 | Sportforum Hohenschönhausen  | Berlin          | 3000 Meter | 4:18,87 |
| 49. | 3. Dez. 1994  | Thialf                       | Heerenveen      | 1500 Meter | 2:03,40 |
| 50. | 3. Dez. 1994  | Thialf                       | Heerenveen      | 3000 Meter | 4:13,07 |
| 51. | 4. Dez. 1994  | Thialf                       | Heerenveen      | 5000 Meter | 7:19,27 |
| 52. | 21. Jan. 1995 | Eisstadion Davos             | Davos           | 1500 Meter | 2:05,73 |
| 53. | 22. Jan. 1995 | Eisstadion Davos             | Davos           | 3000 Meter | 4:35,10 |
| 54. | 28. Jan. 1995 | Olympia Eisstadion Innsbruck | Innsbruck       | 1500 Meter | 2:10,94 |
| 55. | 29. Jan. 1995 | Olympia Eisstadion Innsbruck | Innsbruck       | 1000 Meter | 1:22,07 |
| 56. | 29. Jan. 1995 | Olympia Eisstadion Innsbruck | Innsbruck       | 3000 Meter | 4:23,14 |
| 57. | 24. Feb. 1995 | Eisstadion Inzell            | Inzell          | 3000 Meter | 4:20,54 |
| 58. | 25. Feb. 1995 | Eisstadion Inzell            | Inzell          | 1500 Meter | 2:06,46 |
| 59. | 11. März 1995 | Vikingskipet                 | Hamar           | 3000 Meter | 4:15,33 |
| 60. | 12. März 1995 | Vikingskipet                 | Hamar           | 1500 Meter | 2:01,71 |
| 61. | 12. März 1995 | Vikingskipet                 | Hamar           | 5000 Meter | 7:19,63 |
| 62. | 24. Nov. 1995 | Sportforum Hohenschönhausen  | Berlin          | 1500 Meter | 2:03,81 |
| 63. | 26. Nov. 1995 | Sportforum Hohenschönhausen  | Berlin          | 3000 Meter | 4:21,00 |
| 64. | 2. Dez. 1995  | Thialf                       | Heerenveen      | 3000 Meter | 4:18,22 |
| 65. | 3. Dez. 1995  | Thialf                       | Heerenveen      | 1500 Meter | 2:04,92 |
| 66. | 27. Jan. 1996 | Stadio del ghiacchio di Piné | Baselga di Piné | 1500 Meter | 2:08,61 |
| 67. | 28. Jan. 1996 | Stadio del ghiacchio di Piné | Baselga di Piné | 3000 Meter | 4:17,35 |
| 68. | 24. Feb. 1996 | Pettit National Ice Center   | Milwaukee       | 3000 Meter | 4:18,57 |
| 69. | 23. Nov. 1996 | Sportforum Hohenschönhausen  | Berlin          | 1500 Meter | 2:05,15 |
| 70. | 25. Jan. 1997 | Eisstadion Davos             | Davos           | 3000 Meter | 4:19,70 |
| 71. | 26. Jan. 1997 | Eisstadion Davos             | Davos           | 1500 Meter | 2:03,75 |
| 72. | 1. März 1997  | Eisstadion Inzell            | Inzell          | 1500 Meter | 1:59,90 |
| 73. | 2. März 1997  | Eisstadion Inzell            | Inzell          | 3000 Meter | 4:12,11 |
| 74. | 29. Nov. 1997 | Sportforum Hohenschönhausen  | Berlin          | 1500 Meter | 2:01,17 |
| 75. | 6. Dez. 1997  | Thialf                       | Heerenveen      | 3000 Meter | 4:07,80 |
| 76. | 7. Dez. 1997  | Thialf                       | Heerenveen      | 1500 Meter | 1:58,23 |
| 77. | 17. Jan. 1998 | Olympia Eisstadion Innsbruck | Innsbruck       | 5000 Meter | 7:29,48 |
| 78. | 18. Jan. 1998 | Olympia Eisstadion Innsbruck | Innsbruck       | 1500 Meter | 2:01,37 |
| 79. | 8. März 1998  | Eisstadion Inzell            | Inzell          | 1500 Meter | 2:00,99 |
| 80. | 22. März 1998 | Pettit National Ice Center   | Milwaukee       | 3000 Meter | 4:08,26 |
| 81. | 14. Nov. 1998 | Vikingskipet                 | Hamar           | 3000 Meter | 4:09,40 |
| 82. | 15. Nov. 1998 | Vikingskipet                 | Hamar           | 1500 Meter | 1:59,76 |
| 83. | 21. Nov. 1998 | Thialf                       | Heerenveen      | 5000 Meter | 7:05,42 |
| 84. | 23. Jan. 1999 | Olympia Eisstadion Innsbruck | Innsbruck       | 3000 Meter | 4:11,52 |
| 85. | 24. Jan. 1999 | Olympia Eisstadion Innsbruck | Innsbruck       | 1500 Meter | 2:00,81 |
| 86. | 29. Jan. 1999 | Sportforum Hohenschönhausen  | Berlin          | 3000 Meter | 4:06,42 |
| 87. | 30. Jan. 1999 | Sportforum Hohenschönhausen  | Berlin          | 1500 Meter | 1:59,16 |
| 88. | 6. März 1999  | Eisstadion Inzell            | Inzell          | 3000 Meter | 4:12,41 |
| 89. | 7. März 1999  | Eisstadion Inzell            | Inzell          | 1500 Meter | 2:01,06 |
| 90. | 13. Nov. 1999 | Eisstadion Inzell            | Inzell          | 3000 Meter | 4:09,86 |
| 91. | 14. Nov. 1999 | Eisstadion Inzell            | Inzell          | 1500 Meter | 2:01,05 |
| 92. | 20. Nov. 1999 | Thialf                       | Heerenveen      | 5000 Meter | 7:00,79 |
| 93. | 30. Jan. 2000 | Olympic Oval                 | Calgary         | 3000 Meter | 4:00,51 |
| 94. | 12. Feb. 2000 | Stadio del ghiacchio di Piné | Baselga di Piné | 3000 Meter | 4:11,87 |
| 95. | 13. Feb. 2000 | Stadio del ghiacchio di Piné | Baselga di Piné | 1500 Meter | 2:01,47 |
| 96. | 18. Nov. 2000 | Sportforum Hohenschönhausen  | Berlin          | 3000 Meter | 4:03,73 |
| 97. | 25. Nov. 2000 | Thialf                       | Heerenveen      | 5000 Meter | 6:55,34 |
| 98. | 17. Feb. 2001 | Vikingskipet                 | Hamar           | 3000 Meter | 4:00,26 |

### Weltrekorde
Niemann-Stirnemann stellte zwischen 1990 und 2001 insgesamt 19 Weltrekorde auf, von denen 18 offiziell vom Weltverband ISU anerkannt wurden. Sie lief jeweils sieben Bestzeiten auf der 3000-Meter- und auf der 5000-Meter-Distanz und verbesserte viermal die Bestleistung im Kleinen Vierkampf. Einen Großteil ihrer Rekorde lief sie auf den Strecken von Calgary, Hamar und Heerenveen.
- Disziplin: Länge der gelaufenen Strecke beziehungsweise Austragungsform des Mehrkampfs.
- Zeit/Punkte: Gelaufene Zeit in Minuten beziehungsweise (bei Mehrkämpfen) erreichte Punktzahl nach dem Samalog.
- Datum: Datum des Weltrekords. Bei Weltrekorden im Mehrkampf entspricht das angegebene Datum dem letzten Tag des Mehrkampfs.
- Ort: Eisbahn und Ort des Weltrekords.
- Bestand: Dauer, die der Rekord Gültigkeit besaß.
- Nachfolgerin: Läuferin, die den angegebenen Rekord als erste unterbot. In den Fällen, in denen ihr eigener Name angegeben ist, verbesserte Niemann-Stirnemann ihren eigenen Rekord.

| Nr.                               | Disziplin         | Zeit/Punkte | Datum         | Ort                                | Bestand               | Nachfolgerin             |
| --------------------------------- | ----------------- | ----------- | ------------- | ---------------------------------- | --------------------- | ------------------------ |
| 1                                 | 3000 Meter        | 4:10,80     | 9. Dez. 1990  | Olympic Oval (Calgary)             | 3 Jahre und 106 Tage  | Gunda Niemann            |
| 2                                 | 5000 Meter        | 7:13,29     | 6. Dez. 1993  | Vikingskipet (Hamar)               | 110 Tage              | Gunda Niemann            |
| 3                                 | Kleiner Vierkampf | 167,282     | 9. Jan. 1994  | Vikingskipet (Hamar)               | 3 Jahre und 38 Tage   | Gunda Niemann-Stirnemann |
| 4                                 | 3000 Meter        | 4:09,32     | 25. März 1994 | Olympic Oval (Calgary)             | 3 Jahre und 257 Tage  | Gunda Niemann-Stirnemann |
| 5                                 | 5000 Meter        | 7:03,26     | 26. März 1994 | Olympic Oval (Calgary)             | 3 Jahre und 331 Tage  | Claudia Pechstein        |
|                                   | 10.000 Meter      | 14:22,60    | 27. März 1994 | Olympic Oval (Calgary)             | 11 Jahre und 361 Tage | Martina Sáblíková        |
| Einführung des Klappschlittschuhs |                   |             |               |                                    |                       |                          |
| 6                                 | Kleiner Vierkampf | 165,708     | 16. Feb. 1997 | M-Wave (Nagano)                    | 1 Jahr und 27 Tage    | Gunda Niemann-Stirnemann |
| 7                                 | 3000 Meter        | 4:07,80     | 7. Dez. 1997  | Thialf (Heerenveen)                | 6 Tage                | Claudia Pechstein        |
| 8                                 | 3000 Meter        | 4:05,08     | 14. März 1998 | Thialf (Heerenveen)                | 13 Tage               | Gunda Niemann-Stirnemann |
| 9                                 | Kleiner Vierkampf | 163,020     | 15. März 1998 | Thialf (Heerenveen)                | 329 Tage              | Gunda Niemann-Stirnemann |
| 10                                | 3000 Meter        | 4:01,67     | 27. März 1998 | Olympic Oval (Calgary)             | 1 Jahr und 309 Tage   | Gunda Niemann-Stirnemann |
| 11                                | 5000 Meter        | 6:58,63     | 28. März 1998 | Olympic Oval (Calgary)             | 316 Tage              | Gunda Niemann-Stirnemann |
| 12                                | 5000 Meter        | 6:57,24     | 7. Feb. 1999  | Vikingskipet (Hamar)               | 343 Tage              | Gunda Niemann-Stirnemann |
| 13                                | Kleiner Vierkampf | 161,479     | 7. Feb. 1999  | Vikingskipet (Hamar)               | 3 Jahre und 353 Tage  | Cindy Klassen            |
| 14                                | 5000 Meter        | 6:56,84     | 16. Jan. 2000 | Vikingskipet (Hamar)               | 314 Tage              | Gunda Niemann-Stirnemann |
| 15                                | 3000 Meter        | 4:00,51     | 30. Jan. 2000 | Olympic Oval (Calgary)             | 1 Jahr und 18 Tage    | Gunda Niemann-Stirnemann |
| 16                                | 5000 Meter        | 6:55,34     | 25. Nov. 2000 | Thialf (Heerenveen)                | 105 Tage              | Gunda Niemann-Stirnemann |
| 17                                | 3000 Meter        | 4:00,26     | 17. Feb. 2001 | Vikingskipet (Hamar)               | 13 Tage               | Claudia Pechstein        |
| 18                                | 5000 Meter        | 6:52,44     | 10. März 2001 | Utah Olympic Oval (Salt Lake City) | 350 Tage              | Claudia Pechstein        |

Weltrekorde über die selten gelaufene 10.000-Meter-Distanz erfahren keine offizielle Bestätigung durch die ISU.